# Chặng đua GP Hungary 2021
Chặng đua GP Hungary 2021 (tên chính thức Formula 1 Rolex Magyar Nagydíj 2021) là chặng đua thứ 11 của Giải đua xe Công thức 1 2021. Chặng đua diễn ra từ ngày 30 tháng 07 đến ngày 01 tháng 08 năm 2021 ở trường đua Hungaroring, Hungary. Người chiến thắng là tay đua Esteban Ocon của đội đua Alpine. Đây là chiến thắng F1 đầu tiên trong sự nghiệp của Ocon.

## Diễn biến chính
Lewis Hamilton là người giành được vị trí xuất phát đầu tiên.
Ở cuộc đua chính, các tay đua phải xuất phát trên đường ướt. Valtteri Bottas và Lance Stroll không làm chủ được tốc độ đã gây ra tai nạn liên hoàn ở pha xuất phát khiến cho họ cùng với Charles Leclerc, Sergio Pérez và Lando Norris phải bỏ cuộc ngay lập tức, còn Max Verstappen thì chiếc xe bị hỏng nặng. Cuộc đua cũng phải tạm dừng.
Khi cuộc đua bắt đầu trở lại thì đường đua cũng đã khô, trừ Lewis Hamilton thì tất cả các tay đua còn lại đều không tham gia pha xuất phát lại mà quyết định vào pit thay lốp. Phải đến vòng đua tiếp theo Hamilton mới thay lốp nên anh bị tụt xuống cuối đoàn đua. Hai vị trí dẫn đầu lúc này thuộc về Esteban Ocon và Sebastian Vettel, họ đã không bỏ lỡ cơ hội và lần lượt cán đích ở hai vị trí đầu tiên. Hamilton cũng kịp vượt trở lại vị trí thứ 3. Trong quá trình đó, Hamilton phải rất vất vả mới có thể đánh bại Fernando Alonso.
Ở phía sau, do chiếc xe bị hư hỏng nặng nên Verstappen thi đấu rất chật vật chỉ cán đích ở vị trí thứ 9.
Sau chặng đua, Hamilton vươn lên vị trí số 1 trên BXH tổng với 195 điểm. Sebastian Vettel ban đầu cán đích ở vị trí thứ 2 nhưng bị hủy kết quả do không vượt qua được bài kiểm tra nhiên liệu, Hamilton được đôn lên P2, Carlos Sainz jr được đôn lên P3. Bottas và Stroll mỗi người bị phạt 5 bậc xuất phát ở chặng đua tiếp theo.

## Kết quả
| Stt                                                              | Số xe | Tay đua            | Đội đua                   | Lap | Thời gian   | Xuất phát | Điểm |
| ---------------------------------------------------------------- | ----- | ------------------ | ------------------------- | --- | ----------- | --------- | ---- |
| 1                                                                | 31    | Esteban Ocon       | Alpine-Renault            | 70  | 2:04:43.199 | 8         | 25   |
| 2                                                                | 44    | Lewis Hamilton     | Mercedes                  | 70  | +2.736      | 1         | 18   |
| 3                                                                | 55    | Carlos Sainz Jr.   | Ferrari                   | 70  | +15.018     | 15        | 15   |
| 4                                                                | 14    | Fernando Alonso    | Alpine-Renault            | 70  | +15.651     | 9         | 12   |
| 5                                                                | 10    | Pierre Gasly       | AlphaTauri-Honda          | 70  | +1:03.614   | 5         | 11   |
| 6                                                                | 22    | Yuki Tsunoda       | AlphaTauri-Honda          | 70  | +1:15.803   | 16        | 8    |
| 7                                                                | 6     | Nicholas Latifi    | Williams-Mercedes         | 70  | +1:17.910   | 18        | 6    |
| 8                                                                | 63    | George Russell     | Williams-Mercedes         | 70  | +1:19.094   | 17        | 4    |
| 9                                                                | 33    | Max Verstappen     | Red Bull Racing-Honda     | 70  | +1:20.244   | 3         | 2    |
| 10                                                               | 7     | Kimi Räikkönen     | Alfa Romeo Racing-Ferrari | 69  | +1 lap      | 13        | 1    |
| 11                                                               | 3     | Daniel Ricciardo   | McLaren-Mercedes          | 69  | +1 lap      | 11        |      |
| 12                                                               | 47    | Mick Schumacher    | Haas-Ferrari              | 69  | +1 lap      | 20        |      |
| 13                                                               | 99    | Antonio Giovinazzi | Alfa Romeo Racing-Ferrari | 69  | +1 lap      | PL        |      |
| Ret                                                              | 9     | Nikita Mazepin     | Haas-Ferrari              | 3   | Va chạm     | 19        |      |
| Ret                                                              | 4     | Lando Norris       | McLaren-Mercedes          | 2   | Va chạm     | 6         |      |
| Ret                                                              | 77    | Valtteri Bottas    | Mercedes                  | 0   | Va chạm     | 2         |      |
| Ret                                                              | 11    | Sergio Pérez       | Red Bull Racing-Honda     | 0   | Va chạm     | 4         |      |
| Ret                                                              | 16    | Charles Leclerc    | Ferrari                   | 0   | Va chạm     | 7         |      |
| Ret                                                              | 18    | Lance Stroll       | Aston Martin-Mercedes     | 0   | Va chạm     | 12        |      |
| DSQ                                                              | 5     | Sebastian Vettel   | Aston Martin-Mercedes     | 70  | Nhiên liệu  | 10        |      |
| Fastest lap: Pierre Gasly (AlphaTauri-Honda) – 1:18.394 (lap 70) |       |                    |                           |     |             |           |      |

Nguồn: Trang chủ Formula1

## BXH sau chặng đua
|           | Stt | Tay đua         | Điểm |
| --------- | --- | --------------- | ---- |
| 1         | 1   | Lewis Hamilton  | 195  |
| 1         | 2   | Max Verstappen  | 187  |
| Unchanged | 3   | Lando Norris    | 113  |
| Unchanged | 4   | Valtteri Bottas | 108  |
| Unchanged | 5   | Sergio Pérez    | 104  |
| Nguồn:    |     |                 |      |

|        | Stt | Đội đua               | Điểm |
| ------ | --- | --------------------- | ---- |
| 1      | 1   | Mercedes              | 303  |
| 1      | 2   | Red Bull Racing-Honda | 291  |
| 1      | 3   | Ferrari               | 163  |
| 1      | 4   | McLaren-Mercedes      | 163  |
| 2      | 5   | Alpine-Renault        | 77   |
| Nguồn: |     |                       |      |